# PETA
PETA (tiếng Anh: People for the Ethical Treatment of Animals; tạm dịch: Những người tranh đấu cho sự đối xử có đạo đức với động vật; còn được viết cách điệu là PeTA) là một tổ chức phi lợi nhuận thành lập nhằm đấu tranh cho quyền động vật có trụ sở chính tại Norfolk, Virginia Hoa Kỳ hiện được điều hành bởi Ingrid Newkirk. Theo PETA hiện tổ chức có hơn 9 triệu thành viên và những người ủng hộ trên toàn cầu với khẩu hiệu là "động vật không phải là thức ăn, hàng may mặc, vật thí nghiệm, thú tiêu khiển, hoặc bị lạm dụng bằng bất kỳ hình thức nào bởi con người".

## Thành lập
Được thành lập vào tháng 3 năm 1980, bởi Newkirk và nhà hoạt động vì quyền động vật Alex Pacheco, tổ chức lần đầu tiên được sự chú ý của công chúng vào mùa hè năm 1981 trong những gì được biết đến như trường hợp những con khỉ Silver Spring, một tranh chấp được công bố rộng rãi về các thí nghiệm được tiến hành trên 17 con khỉ bên trong Viện nghiên cứu hành vi ở Silver Spring, Maryland. Vụ việc kéo dài 10 năm, chỉ có một cuộc lục soát của cảnh sát tại một phòng thí nghiệm động vật ở Hoa Kỳ, đưa tới một tu chính án trong năm 1985, cho Đạo luật quyền động vật của nước này, và làm cho PETA trở thành một tổ chức được quốc tế biết đến.
Ngày nay, tổ chức này tập trung vào bốn vấn đề cốt lõi, đối lập với xí nghiệp chăn nuôi, chăn nuôi lông thú, thử nghiệm trên động vật và động vật trong việc giải trí. Tổ chức này cũng mở chiến dịch chống lại việc ăn thịt, đánh cá, giết hại động vật được coi là thú vật trong gia đình, việc xích chó ở sân sau, chọi gà, chọi chó, và đấu bò.

## Hoạt động
Nhóm này là trọng tâm của các cuộc tranh cãi, cả bên trong và bên ngoài phong trào đòi quyền động vật. Newkirk và, trước đây, Pacheco được coi là những người đứng đầu trong việc đưa các ý tưởng về quyền động vật tới các nhóm bảo vệ động vật truyền thống khác ở Hoa Kỳ, nhưng một phần của phong trào vẫn nói rằng PETA là không triệt để đúng mức, giáo sư luật Gary Francione liệt kê nhóm vào trong những tổ chức ông gọi là "những người phúc lợi mới", cho rằng việc họ làm việc với các ngành công nghiệp để đạt được cải cách, tiếp tục theo truyền thống của Henry Spira, làm cho nó thành một nhóm phúc lợi động vật, không phải là một nhóm về quyền động vật.
Newkirk nói với "Salon" vào năm 2001 rằng PETA làm việc hướng tới lý tưởng nhưng sẽ cố gắng trong thời gian hiện tại để cung cấp những khích lệ theo kiểu cà rốt và cây gậy Cũng có những lời chỉ trích từ các nhà nữ quyền trong các phong trào về việc sử dụng các phụ nữ ăn mặc hở hang, lõa thể trong các chiến dịch chống lông thú và những việc khác, nhưng như Norm Phelps lưu ý, "Newkirk thống nhất trong phản ứng của bà ấy. Không một ai bị lợi dụng. Mọi người không bị ép buộc, đều tình nguyện. Hấp dẫn tình dục là một thực tế của cuộc sống, và nếu nó có thể mang lại lợi ích cho các con vật, bà không cần phải xin lỗi cho việc sử dụng nó"
Ngoài ra, Phelps lưu ý rằng một số nhà hoạt động cho rằng phương tiện truyền thông các pha nguy hiểm của nhóm làm tầm thường hoá quyền động vật, nhưng ông làm nhẹ bớt lời phê bình bằng cách nói rằng: "thật khó để tranh luận với thành công và PETA là một tổ chức vì quyền động vật tiên tiến thành công nhất trên thế giới. Quan điểm của Newkirk là PETA có bổn phận phải làm "việc bẩn". Bà lập luận: "Đó là nghĩa vụ của chúng tôi. Chúng tôi sẽ vô giá trị nếu chúng tôi chỉ lịch sự và không gây sóng gió gì hết"